# Claudio Sánchez-Albornoz
Pour les articles homonymes, voir Sánchez et Albornoz.
Claudio Sánchez-Albornoz y Menduiña (Madrid, 7 avril 1893 – Ávila, 8 juillet 1984) est un historien espagnol. Il est reconnu comme l'un des plus grands hispanistes contemporains.

## Biographie
Il obtient une licence en philosophie et lettres en 1913, puis un doctorat de l'université complutense de Madrid l'année suivante avec sa thèse sur La Monarchie en Asturies, León et Castille durant le VIIIe siècle et le IXe siècle : le pouvoir royal et les seigneuries. Il est ensuite nommé titulaire des chaires d'histoire de l'Espagne dans les universités de Barcelone, Valence, Valladolid et Madrid.
En 1926, il entre à l'Académie royale d'histoire, puis devient recteur de l'Université centrale en 1932. En parallèle, il entame une carrière politique et est député d'Ávila entre 1931 et 1936, il est nommé conseiller à l'Instruction publique en 1931, ministre d'État en 1933, vice-président des Cortes en 1936, et enfin ambassadeur d'Espagne au Portugal.
À la suite de la guerre civile espagnole, il part en exil en Argentine, où il devient professeur d'histoire dans les universités de Mendoza et Buenos Aires. Il y fonde également l'Institut d'histoire de l'Espagne et la revue Cuadernos de Historia de España (Cahiers de l'histoire de l'Espagne). En 1957, il publie à Buenos Aires son œuvre la plus connue, España, un enigma histórico, saluée par Stanley G. Payne et Federico Jiménez Losantos comme le meilleur livre d'histoire sur l'Espagne.
De 1959 à 1971, il est président du gouvernement de la République espagnole en exil.
Il rentre en Espagne en 1976 pour deux mois, puis s'installe définitivement à Ávila en 1983.
Il est le père de l'historien Nicolás Sánchez-Albornoz, prisonnier républicain résistant évadé de l'Espagne franquiste, reconnu pour sa lutte concernant la mémoire des victimes de la construction du Valle de los Caídos.

## Prix et distinctions
- Fils adoptif des Asturies.
- Fils adoptif de la Province de León.
- Médaille d'or de la Province et ville d'Ávila.
- Grand croix de Charles III (1983).
- Prix Princesse des Asturies de communication et humanités (1984).

## Publications (en espagnol)
- Estampas de la vida en León hace mil años, Madrid, 1926.
- En torno a los orígenes del feudalismo. Mendoza, 1942.
- Ruina y extinción del municipio romano en España e instituciones que lo reemplazan. Buenos Aires, 1943.
- El Ajbar Maym’a. Problemas historiográficos que suscita. Buenos Aires, 1944.
- El "Stipendium" hispano-godo y los orígenes del beneficio prefeudal. Buenos Aires, 1947.
- España, un enigma histórico. Buenos Aires, 1957.
- Españoles ante la historia. Buenos Aires, 1958.
- De ayer y de hoy. Madrid, 1958.
- Estudios sobre las instituciones medievales españolas. México, 1965.
- Despoblación y repoblación en el Valle del Duero. Buenos Aires, 1966.
- Investigaciones sobre historiografía hispana medieval (siglos VIII al XIII). Buenos Aires, 1967.
- Investigaciones y documentos sobre las instituciones hispanas. Santiago de Chile, 1970.
- Miscelánea de estudios históricos. León, 1970.
- Orígenes de la nación española. Estudios críticos sobre la Historia del reino de Asturias. Oviedo, t. I: 1972, t. II: 1974, t. III: 1975.
- Del ayer de España. Trípticos históricos. Madrid, 1973.
- Ensayos sobre Historia de España. Madrid, 1973.
- Vascos y navarros en su temprana historia. Madrid, 1974.
- El Islam de España y el Occidente. Madrid, 1974.
- Mi testamento histórico político. Barcelona, 1975.
- Viejos y nuevos estudios sobre las instituciones medievales españolas. Madrid, 1976.
- El régimen de la tierra en el reino asturleonés hace mil años. Buenos Aires, 1978.
- El reino asturleonés (722-1037). Sociedad, Economía, Gobierno, Cultura y Vida. Historia de España Menéndez Pidal, t. VII, vol. 1, Madrid, 1980.
- Estudios sobre Galicia en la temprana Edad Media. La Coruña, 1981.
- Orígenes del Reino de Pamplona. Su vinculación con el Valle del Ebro. Pamplona, 1981.
- La Edad Media española y la empresa de América. Madrid, 1983.
- Santiago, hechura de España. Estudios Jacobeos. Prólogo de José-Luis Martín. Ávila, 1993.